# ブリトニー・スプリング
ブリトニー・スプリング（Britney Spring、1988年9月6日 - ）は、ロシア連邦のポルノ女優、アダルトモデル。

## 来歴
2008年、20歳の時にデビュー。世界的な人気歌手のブリトニー・スピアーズにソックリな美少女として活躍した。
2012年現在、既に引退している模様である。
スプリングは出演作によっては、Alisaとクレジットされていることもある。